# AZS PWSZ Płock
Klub Uczelniany Akademickiego Związku Sportowego Państwowej Wyższej Szkoły Zawodowej w Płocku – wielosekcyjny uczelniany klub sportowy działający przy PWSZ w Płocku. Został założony 1 października 2003 roku.

## Zespoły ligowe
AZS PWSZ Jutrzenka Płock  – kobieca drużyna piłki ręcznej uczestnicząca w rozgrywkach I ligi piłkarek ręcznych.